# 加勒比航空523號班機事故
加勒比航空523号航班是千里達及托巴哥加勒比航空一趟由纽约肯尼迪国际机场飞往乔治敦国际机场的客运航班，中间经停皮阿尔科国际机场。当地时间2011年7月30日一架执飞本次航班的波音737-800飞机（注册编号9Y-PBM）在降落乔治敦国际机场时冲出跑道，造成机上163名乘客和机组人员中的1人重伤，多人轻伤；本次事故没有造成机上人员遇难。

## 事故经过
涉事飞机在雨天降落时未能在跑道上成功停下，于当地时间1:32分（UTC时间5:32分）冲出跑道并撞击机场围栏时。 飞机在距离06号跑道尽头100（330英尺）处停下并断成两截。
机上共有157名乘客和6名机组人员。 事故现场没有人员遇难的报告；有1名乘客腿部骨折。 飞机因严重损坏无法修复而宣布报废。 本次事故是第九起涉及波音737-800型飞机全机损毁的航空事故。
因加勒比航空是千里達及托巴哥的国有航空公司，时任千里達及托巴哥總理卡姆拉·珀塞德－比塞萨尔飞抵圭亚那查看情况。 圭亚那紧急反应队（Emergency Response Team）于事故发生2小时后抵达事故现场；圭亚那民航局（GCAA）负责领导技术调查，特立尼达和多巴哥民航局（TTCAA）和美国国家运输安全委员会（NTSB）的人员也受到邀请前来协助调查。

## 事故调查
圭亚那政府新闻信息局（GINA）报道这起事故的可能原因是由于飞行员失误，其表示：“事故原因为机长在拉平阶段保持了过量的引擎动力导致飞机在跑道接地区外落地并在随后的过程中未能使用飞机的全部减速能力。最终飞机冲出跑道道面并机身损毁。”